# Andrij Łunin
Andrij Ołeksijowycz Łunin (ukr. Андрій Олексійович Лунін, ur. 11 lutego 1999 w Krasnohradzie) – ukraiński piłkarz, grający na pozycji bramkarza w hiszpańskim klubie Real Madryt oraz w reprezentacji Ukrainy. Uczestnik Mistrzostw Europy 2024.

## Kariera piłkarska

### Kariera klubowa
Wychowanek Szkoły Sportowej w Krasnohradzie oraz klubów Arsenał Charków, Metalist Charków i Dnipro Dniepropietrowsk, barwy których bronił w juniorskich mistrzostwach Ukrainy (DJuFL). Karierę piłkarską rozpoczął 16 kwietnia 2016 w drużynie juniorskiej Dnipra, a 16 października 2016 debiutował w Premier-lidze. 24 czerwca 2017 przeszedł do Zorii Ługańsk.
22 czerwca 2018 Real Madryt ogłosił, że doszedł do porozumienia z dotychczasowym klubem zawodnika. Bramkarz z nowym zespołem podpisał sześcioletni kontrakt. 27 sierpnia 2018 został wypożyczony do CD Leganés. 13 sierpnia 2019 został wypożyczony do Realu Valladolid. 15 stycznia 2020 został wypożyczony do Oviedo.

### Kariera reprezentacyjna
Występował w juniorskich reprezentacjach Ukrainy U-17 i U-19. W dorosłej kadrze zadebiutował 23 marca 2018 w zremisowanym 1:1 meczu z Arabią Saudyjską.

## Osiągnięcia

### Klubowe
Real Madryt
- Mistrzostwo Hiszpanii: 2021/22, 2023/24
- Puchar Króla: 2022/23
- Superpuchar Hiszpanii: 2021/22, 2023/24
- Liga Mistrzów UEFA: 2023/24
- Superpuchar UEFA: 2022, 2024
- Klubowe mistrzostwo świata: 2022

### Reprezentacyjne
- Mistrzostwo świata U-20: 2019

### Indywidualne
- Najlepszy bramkarz Mistrzostw świata U-20: 2019

### Odznaczenia
- Order „Za zasługi” III Klasy – 2019[11]
- Tytuł Mistrza Sportu Ukrainy – 2019